# Collectif Jeudi noir

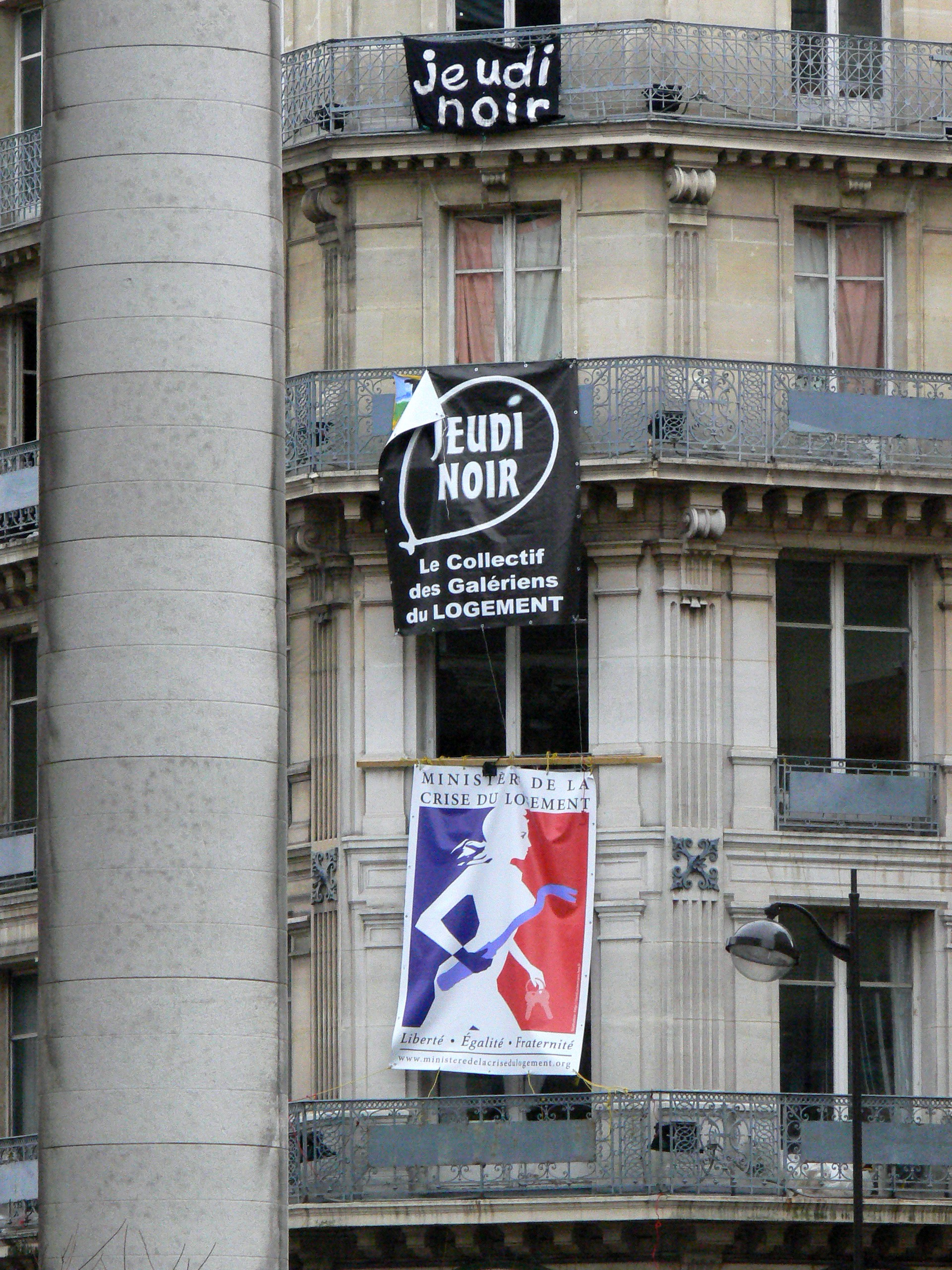
2 banderoles Jeudi Noir à Paris (celles du dessus), et 1 commune avec des associations

Le collectif Jeudi Noir, est un collectif créé en 2006 (première action le 28 octobre 2006), pour dénoncer la forte hausse continuelle des loyers et le mal-logement en France : en premier lieu celui des étudiants et jeunes actifs, ainsi que celui des travailleurs pauvres et la population en général. Par le biais d'actions médiatiques telles que des visites festives d'appartements à louer lors de visites collectives en présence du propriétaire des lieux, tout comme dans des agences immobilières vendant des listes d'annonces d'appartements souvent déjà loués, ainsi que des occupations de bâtiments vides (qu'ils appellent des réquisitions citoyennes) dans de nombreux endroits de Paris, il attire l'attention des médias et de l'opinion publique sur le fait que la majeure partie de la population[réf. nécessaire] souffre d'un accès difficile et de la cherté des logements, surtout dans les grands centres urbains qui concentrent l'activité économique et étudiante du pays. Le collectif espère ainsi pousser les pouvoirs publics français à agir.

## Nom du collectif
Le nom du collectif Jeudi Noir fait référence à la fois :
- au journal de petites annonces immobilières De Particulier à Particulier qui sort chaque jeudi et est souvent consulté par les candidats à la location, l'adjectif noir soulignant ici le sentiment ressenti ce jour-là face à la difficulté de trouver un logement ;
- au krach de la bourse de Wall Street en 1929, qui évoque une bulle spéculative (le collectif considérant que l'immobilier en France à cette époque partageait les caractéristiques d'une bulle).

## Principaux modes d'action
Le collectif Jeudi Noir s'invite à partir de 2006 lors de rendez-vous de visites collectives dans des appartements proposés à la location à des loyers qu'ils estiment excessifs par rapport à la moyenne.
Une quinzaine de ses membres débarquent, certains avec des accessoires ou déguisés, avec de la musique, des confettis, du mousseux, et des journalistes. Une discussion s'ensuit souvent avec le ou la propriétaire, suivi du ménage avant de repartir[réf. nécessaire].
Le mode d'action est sensiblement le même pour les agences : sont choisis les vendeurs de listes d'annonces et celles qui réclament des pièces illégales pour les dossiers de candidature à la location.
Un personnage mascotte, appelé Disco King, habillé en chanteur disco, est souvent présent et danse lors de ces visites festives.
Ayant été informé de l'existence d'un certain nombre d'immeubles inoccupés depuis longtemps dans Paris, le collectif s'associe avec des associations et réalise ensuite ce qu'il appelle des réquisitions citoyennes. Il s'agissait d'entrer, toujours sans effraction, dans un immeuble manifestement inutilisé depuis longtemps, par une porte ou fenêtre battante. La médiatisation de ces espaces vides depuis plusieurs années avait pour but de mettre la pression aux pouvoirs publics sur leur manque de réaction face aux difficultés de logement de la population, et de dénoncer l'hypocrisie qu'il serait impossible d'agir pour enrayer la hausse des loyers et des prix car il y aurait plus de demande que d'offre et pas d'espaces suffisamment disponibles.
Dans le domaine des actions de communication, le collectif avait aussi un site internet à son nom, utilisé pour se présenter et diffuser notamment ses communiqués (aujourd'hui l'adresse du site n'est plus gérée par un membre du collectif et n'est donc plus le site officiel).

## Exemples d'actions

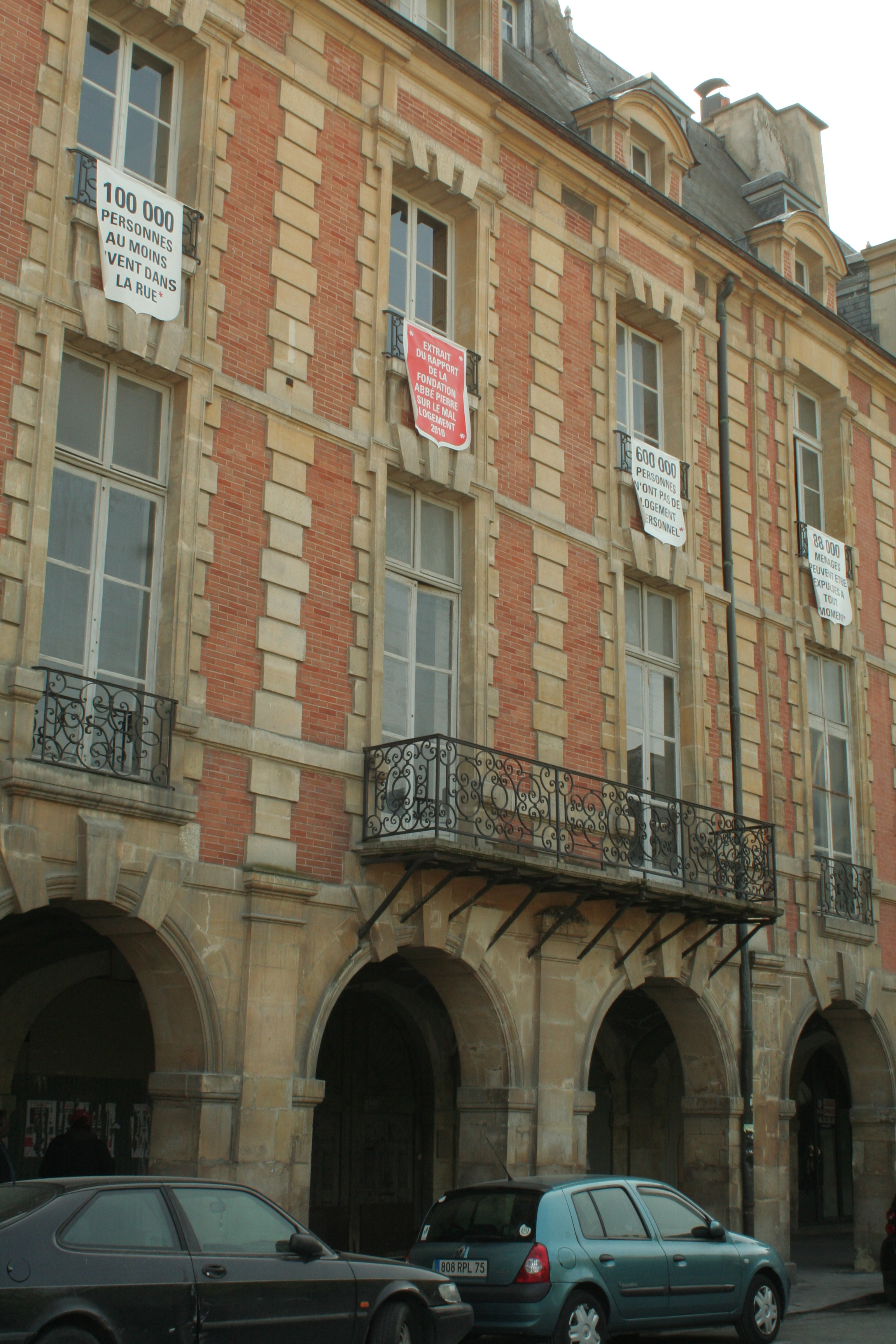
Hôtel Coulanges, place des Vosges, occupé en octobre 2009.

Après des premières semaines exclusivement consacrées à des visites festives d'appartements et d'agences, le collectif réalise une « réquisition citoyenne » le 31 décembre 2006, avec les associations Macaq et Droit au Logement, d'un bâtiment de 1 600 mètres carrés inutilisé depuis près de 3 ans, situé au 24 rue de la Banque à Paris, qu'ils renomment en janvier 2007 : le Ministère de la Crise du Logement. S'y installent des artistes, des familles et des jeunes actifs, ce qui le transforme de fait en squat. Cet immeuble sera finalement racheté par la ville de Paris pour en faire des logements sociaux qui seront inaugurés le 6 juin 2013, le temps que des travaux soient décidés et réalisés.
Le 13 février 2008, à la suite de la parution quelques jours plus tôt d'un article du journal Libération sur le troc de logement contre des actes sexuels et pour dénoncer les loyers trop élevés qui poussent certains jeunes à se prostituer en échange d'un logement, le collectif Jeudi Noir défile habillé en prostituées, proxénètes et travestis, devant le Ministère du Logement
Le 1er mai 2008, le collectif, avec plusieurs organisations, occupe temporairement un immeuble de 5 étages inutilisé depuis 3 ans, situé boulevard Montmartre à Paris, appartenant au bailleur privé Gecina, pour demander un meilleur accès au logement pour les étudiants. À la suite de la demande d'expulsion faite à la police par le propriétaire, ils quittent les lieux peu après 20 heures.
De fin février au 14 mai 2008, avec un autre collectif, Jeudi Noir occupe un bâtiment de 2 000 mètres carrés inutilisé depuis 8 ans, situé impasse Saint-Claude à Paris, et surnommé « l'Impasse ». Ils sont expulsés pendant que des discussions étaient menées par la mairie d'arrondissement avec les représentants des propriétaires pour racheter l'immeuble afin de faire des logements sociaux.
Le 1er novembre 2008, le collectif effectue une réquisition spectacle en investissant un immeuble du 16e arrondissement, avenue Kléber à Paris. Ils sont expulsés en fin d'après-midi. En janvier 2011, l'immeuble est toujours laissé vacant par son propriétaire, le groupe hôtelier Costes[réf. nécessaire].
En 2009 et 2016, le collectif Jeudi Noir a lancé une cagnotte pour aider 8 étudiants assignés en justice à faire face à leurs frais de justice. Ces derniers étaient en effet poursuivis (en première instance puis en appel) pour réparation du préjudice subi, par la propriétaire d'un immeuble rue de Sèvres à Paris pour une occupation du-dit immeuble d'avril 2008 à juin 2009, avec une condamnation à une expulsion en août 2008,. La propriétaire a demandé jusqu'à 460 000 euros. Des tentatives de médiations ont été faites par Etienne Pinte, Martin Hirsch, Bertrand Delanoë ainsi que par Monseigneur Gaillot sans succès. En 2017, à la suite du nouveau jugement en appel après cassation du précédent jugement, le collectif Jeudi Noir a lancé un appel aux dons avec la fondation France-Libertés pour les anciens squatteurs condamnés à verser 90 000 euros à la propriétaire.
Du 14 janvier au 29 juillet 2009, c'est l'occupation du 24 rue de la Harpe, surnommé « La Harpe », au cœur du quartier latin à Paris. Le bâtiment de 1 000 mètres carrés avait été légué au CROUS en 1953, qui l'avait transformé en dispensaire, puis en centre médical, inutilisé depuis décembre 2004. À la suite d'une médiation du député Étienne Pinte, les neuf occupants, condamnés à l'expulsion en mai, quittent le bâtiment pour que des travaux de transformation de 2 étages en 11 logements pour des étudiants en situation de handicap puissent commencer. Le permis de construire a été délivré le 11 juillet 2004,
En février 2009, le collectif Jeudi Noir publie avec Mediapart une carte de près de 50 immeubles vides à Paris, représentant près de 200 000 m2 et une valeur de plus d'un milliard d'euros[réf. nécessaire].
Du 22 août à novembre 2009, un ancien foyer de la Poste de 1 800 mètres carrés inutilisé depuis 5 ans est occupé passage de la Bonne-Graine à Paris. Ce bâtiment avait été racheté en fait par la société Adoma en juillet, et qui a annoncé par la suite vouloir en faire un foyer pour des travailleurs migrants. Le 11 septembre, les occupants reçoivent une assignation en justice pour quitter les lieux et une demande de 20 000 euros par mois. Plus de 45 personnes vivent dans le lieu jusqu'au démarrage des travaux de rénovation.
Le 10 septembre 2009, une conférence de presse est organisée (à laquelle participent plusieurs syndicats dont des syndicats étudiants, des représentants et des adhérents de sections jeunes de partis dont le Modem, ainsi que des élus), pour rappeler les demandes du collectif Jeudi Noir au niveau politique du logement, demander le respect du plan Anciaux (du député UMP Jean-Paul Anciaux) concernant le nombre de chambres étudiantes construites ou réhabilitées, et pour fustiger la gestion de la destruction d'un bâtiment d'une résidence universitaire à Antony.
Le 27 octobre 2009, le collectif investit l'hôtel Coulanges (surnommé la Marquise rapport au lieu de naissance de la marquise de Sévigné), hôtel particulier de la place des Vosges à Paris, inhabité depuis quarante-quatre ans, classé aux Monuments historiques, et dont certaines parties étaient abîmées dû à l'arrêt de travaux de rénovation. Sa propriétaire était sous tutelle depuis décembre 2008. Les soutiens politiques sont nombreux (Jack Lang, Anne Hidalgo, Cécile Duflot, Étienne Pinte, entre autres). Des visites commentées y ont été organisées, notamment durant les Journées du Patrimoine. La décision du tribunal concernant les occupants, qui risquaient de se voir demander la somme de 115 000 euros, a été rendue le 18 janvier 2010. La presse nationale et internationale suit de près cette affaire[réf. nécessaire]. Le jugement condamne en janvier 2010, les occupants à une indemnité de 3 400 euros par mois depuis la fin octobre 2009, puis à 25 000 euros par mois d'occupation s'ils ne quittaient pas les lieux sous huit jours. Bien que le collectif ait fait appel, des saisies ont été tentées sur les comptes de plusieurs d'entre eux. Lors du jugement d'appel le 22 octobre 2010, les occupants sont condamnés à 8 000 euros par mois d'occupation, ce qui monte la dette finale à 90 000 euros. Moins de 24 heures après cette décision de la cour d'appel confirmant aussi l'expulsion, le 23 octobre 2010, les squatteurs sont expulsés par la police. Des années après, l'hôtel particulier a été racheté.
Le 21 juillet 2010, des membres du collectif ont envahi sous la forme d'un happening festif, un showroom aménagé en loft pour une opération de BNP Paribas de promotion de prêt à destination des jeunes sur le thème de la colocation. Jeudi Noir reproche principalement alors à la banque de promouvoir ainsi un mode d'habitat (la colocation) qui est pour beaucoup un choix par défaut chez les jeunes face aux difficultés de se loger, en plus de les inciter à s'endetter pour ce-faire.
À partir du 27 décembre 2010, le collectif occupe un immeuble de 2 500 mètres carrés vacant depuis 2006 appartenant au groupe Axa, situé 22, avenue Matignon à Paris, à proximité de l'Élysée. Condamnés à l'expulsion le 15 février 2011, ils sont expulsés 3 jours plus tard,.
Le 21 février 2011, Jeudi Noir à la demande du collectif pour la libération du Gabon, apporte son soutien lors d'une action devant un immeuble propriété de Ali Bongo à Paris. À la suite de l'interpellation de l'ensemble des militants, les policiers constatent qu'un certain nombre d'activistes ne sont pas des SDF, mais des fonctionnaires, des assistants parlementaires et des journalistes et transmettent leurs identités et professions au site Atlantico.
Le collectif Jeudi Noir continue en filigrane pendant ces années-là, ses actions festives dans des agences immobilières comme le 31 août 2011 pour dénoncer entre autres des frais d'agence demandés aux locataires au-dessus du plafond légal. Si les actions de Jeudi Noir ont été faites en très grande majorité à Paris et alentours, des actions de même type ont été réalisées par une antenne de Jeudi Noir qui s'est créée à Lyon, comme le 3 février 2010
Le 31 octobre 2012, à la suite d'une déclaration quelques jours plus tôt de la ministre de l'Égalité des territoires et du Logement, Cécile Duflot, sur la réquisition, le collectif Jeudi Noir et l'association Droit au logement organisent pour des journalistes et des familles un city tour (un circuit commenté en car) pour présenter des immeubles vides dans Paris qui pourraient être réquisitionnés par l'État.

## Membres
Le collectif Jeudi Noir est composé, et majoritairement soutenu par des personnalités de gauche, mais aussi à plusieurs reprises par un député de l'UMP. Parmi les personnes qui ont participé à ses actions, dont certaines sont devenues des personnalités politiques, on trouve l'artiste Marina Damestoy (fondatrice) et le philosophe Malcolm Hammer ainsi que Julien Bayou (fondateur) Karima Delli, Leïla Chaibi (fondatrice), Ophélie Latil, Lionel Primault (fondateur) et Manuel Domergue (fondateur),.
En septembre 2022, Le Point publie un article qui fait le lien entre l'engagement public de Julien Bayou contre la transformation des logements en bureaux et un appartement parisien loué à la société Kien Productions.
Cette société se trouve être également à l'origine du documentaire Ainsi squattent-ils (2013) réalisé par Marie Maffre, mettant en scène Julien Bayou, à l'époque un des principaux animateurs du Collectif Jeudi noir.

## Principales revendications
Les revendications du collectif s'appuient sur les constats dressés par la Fondation Abbé Pierre et l’association de droit au logement (DAL).

- Le respect de la loi SRU (Loi relative à la solidarité et au renouvellement urbains) qui impose 25% de logements sociaux dans toutes les communes à partir d'un certain nombre d'habitants (avec inéligibilité des maires qui ne la respectent pas ainsi que la loi ALUR)
- Une augmentation de la taxe sur les logements vacants
- Un réel caractère opposable du droit au logement (DALO)
- Modification du plan local d'urbanisme (PLU) afin de donner la priorité au logement sur les bureaux pour les constructions et réhabilitations.
- L'application de la loi de réquisition a été une revendication publique afin d'inciter les pouvoirs publics à réellement agir lorsqu'ils ne voulaient pas encadrer les loyers par exemple.
- Pour une liste plus complète des propositions du collectif, consulter Le petit livre noir du logement publié aux éditions La Découverte le 1er octobre 2009  (ISBN 978-2707158741)